# Polynoncus galapagoensis
Polynoncus galapagoensis is een keversoort uit de familie beenderknagers (Trogidae). De wetenschappelijke naam van de soort is voor het eerst geldig gepubliceerd in 1953 door Van Dyke.